# Katari férfi kézilabda-válogatott
A katari férfi kézilabda-válogatott Katar nemzeti csapata, melyet a Katari Kézilabda-szövetség (arabul: اتحاد قطر لكرة الي) irányít.

## Nemzetközi eredmények
A katari férfi kézilabda-válogatott az ázsiai kontinens egyik meghatározó csapata. Az Ázsiai kézilabda-bajnokságon két ezüstérmet szereztek 2002-ben és 2012-ben, valamint egy aranyérmet 2014-ben. Az olimpiai játékokon 2016-ban szerepeltek először, akkor a 8. helyen végeztek.
A világbajnokságra először 2003-ban jutottak ki. A hazai környezetben megrendezett 2015-ös vb-n elért ezüstérem a legnagyobb sikerük, a tornán többek között a háromszoros világbajnok német férfi kézilabda-válogatottat is legyőzték a negyeddöntőben.

## Nemzetközi tornákon való szereplések
Olimpia
- 2016 - 8. hely

Világbajnokság
- 1938–2001 - Nem jutott ki
- 2003 - 16. hely
- 2005 - 21. hely
- 2007 - 23. hely
- 2009 - Nem jutott ki
- 2011 - Nem jutott ki
- 2013 - 20. hely
- 2015 -  Ezüst
- 2017 - 8. hely
- 2019 - 13. hely
- 2021 - 8. hely
- 2023 - 22. hely
- 2025 - 21. hely

Kézilabda-Ázsia-bajnokság
- 1977 - Nem jutott ki
- 1979 - Nem jutott ki
- 1983 - 6. hely
- 1987 - 6. hely
- 1989 - 6. hely
- 1991 - 4. hely
- 1993 - 7. hely
- 1995 - Nem jutott ki
- 2000 - Nem jutott ki
- 2002 - 2. hely
- 2004 - 3. hely
- 2006 - 3. hely
- 2008 - 5. hely
- 2010 - 5. hely
- 2012 - 2. hely
- 2014 - 1. hely
- 2016 - 1. hely
- 2018 - 1. hely
- 2020 - 1. hely
- 2022 - 1. hely
- 2024 - 1. hely